# Mychajlo Hroesjevsky
Mychajlo Serhijovytsj Hroesjevsky (Oekraïens: Михайло Сергійович Грушевський) (Chełm, Keizerrijk Rusland, 29 september [O.S. 17 september] 1866 — Kislovodsk, Sovjet-Unie, 24 november 1934) was een Oekraïens historicus en politicus. Hij was president van de eerste onafhankelijke Oekraïense staat in de 20e eeuw.

## Levensbeschrijving
Hroesjevsky werd geboren in Chełm, tegenwoordig in Polen gelegen maar destijds deel van het Keizerrijk Rusland. In de jaren 1886–1890 studeerde hij aan de faculteit voor geschiedenis van de St. Vladimiruniversiteit in Kiev. In 1894 voltooide hij daar zijn dissertatie.
In 1894 verhuisde hij naar Lemberg, hoofdstad van Oost-Galicië en middelpunt van het politieke en culturele leven van de Oekraïense bevolking in Oostenrijk-Hongarije, waar hij hoogleraar Oost-Europese geschiedenis werd. In 1897 werd hij tevens voorzitter van het Wetenschappelijke Sjevtsjenko-Genootschap, dat in die jaren de rol vervulde van een soort onofficiële Oekraïense academie van wetenschappen. In die periode begon hij aan zijn magnum opus getiteld Історія України-Руси ("Geschiedenis van Oekraïne-Roes"), een monumentale geschiedenis van Oekraïne in tien delen, waarvan hij het laatste in 1933 zou voltooiden. In 1914 keerde hij terug naar Kiev, maar werd gearresteerd en verbannen. De jaren die volgden bracht hij door in Simbirsk en later in Kazan. 
In maart 1917 werd enkele dagen na de Februarirevolutie in Rusland in Kiev de Oekraïense Centrale Raad (Українська Центральна Рада) opgericht. Dit was een verband van meerdere, overwegend linkse Oekraïense partijen die zelfbestuur voor Oekraïne nastreefden. Hroesjevsky werd verkozen tot voorzitter van de Centrale Raad, die onder zijn leiding al snel het morele gezag verwierf om als Oekraïens parlement te gaan fungeren. Op 23 juni [O.S. 10 juni] 1917 proclameerde de Centrale Raad de Oekraïense Volksrepubliek als autonome staat binnen het Russische Rijk. Op 22 januari [O.S. 9 januari] 1918 verklaarde de Oekraïense Volksrepubliek zich onafhankelijk. Als voorzitter van de Centrale Raad werd Hroesjevsky daarmee de eerste president van een onafhankelijke Oekraïense staat. 
De Oekraïense Volksrepubliek was geen lang leven beschoren. Aan het oostelijke front van de Eerste Wereldoorlog kwam snel een einde dankzij de totale chaos die er heerste na de machtsovername door de bolsjewieken. De Duitse overwinning werd bezegeld in de Vrede van Brest-Litovsk. Duitsland was de Centrale Raad in principe niet onwelgezind, maar de fundamenten van de nieuwe staat waren zeer zwak: het ontbrak Oekraïne zowel aan een goed functionerend staatsapparaat als aan een georganiseerd leger. Bovendien werden vrijwel alle sleutelposities er ingenomen door jonge, onervaren mensen (hoofdzakelijk twintigers en dertigers), die zich op kritieke momenten doctrinair en rigide opstelden en eisen stelden die zelfs voor de Entente niet acceptabel waren. In april 1918 installeerde Duitsland daarom in Oekraïne een semi-monarchistisch regime, dat geleid werd door een hetman, Pavlo Skoropadsky. De Oekraïense Volksrepubliek moest plaatsmaken voor de Oekraïense Staat. Hroesjevsky moest onderduiken.
Na de uiteindelijke Duitse nederlaag in het westen, werd de regering van Skoropadsky snel ten val gebracht. De Oekraïense Volksrepubliek werd in ere hersteld en er kwam een nieuwe regering, ditmaal Directoraat geheten. Deze werd geleid door de twee voornaamste ministers uit de tijd van de Centrale Raad, oud-premier Volodymyr Vynnytsjenko als hoofd en Symon Petljoera als minister van Oorlog. Ook Hroesjevsky keerde terug in de politiek, maar raakte al spoedig in conflict met het beleid van het Directoraat. In maart 1919 emigreerde hij naar Praag en nog in datzelfde jaar naar Wenen, waar hij vertegenwoordiger werd van de Oekraïense Partij van Socialisten-Revolutionairen in het buitenland. 
Gedurende de jaren twintig genoot de Oekraïense Socialistische Sovjetrepubliek een redelijke mate van autonomie en de Oekraïense cultuur kwam er tot grote bloei. Tijdens zijn ballingschap in Wenen kreeg Hroesjevsky steeds meer sympathie voor de bolsjewieken en in 1924 besloot hij samen met zijn gezin terug te keren naar Kiev. Hij werd hoogleraar aan de Staatsuniversiteit van Kiev en lid van de Oekraïense Academie van Wetenschappen. Na de machtsovername door Jozef Stalin volgde geleidelijk een koerswijziging, waarin de relatieve vrijheid plaats moest maken voor centralisatie, collectivisatie en Russisch nationalisme. De vervolging van Oekraïense intellectuelen bleef ook Hroesjevsky en zijn medewerkers niet bespaard. Na een golf van kritiek in de Sovjetpers werd Hroesjevsky in maart 1931 gearresteerd en gedwongen een verklaring af te leggen, waarin hij bekende deel uit te maken van een contrarevolutionaire, nationalistische samenzwering en aangaf elke strijd tegen de Sovjetmacht te veroordelen. Zodra hij weer op vrije voeten was, herriep hij deze verklaring weer, met als gevolg dat hij al zijn functies verloor en gedwongen werd in Moskou te gaan wonen, onder streng toezicht van de politieke politie. Zijn gezondheid ging snel achteruit en eind 1934 overleed hij op 68-jarige leeftijd tijdens een operatie in een sanatorium in Kislovodsk in de Kaukasus. 

## Gedenktekenen

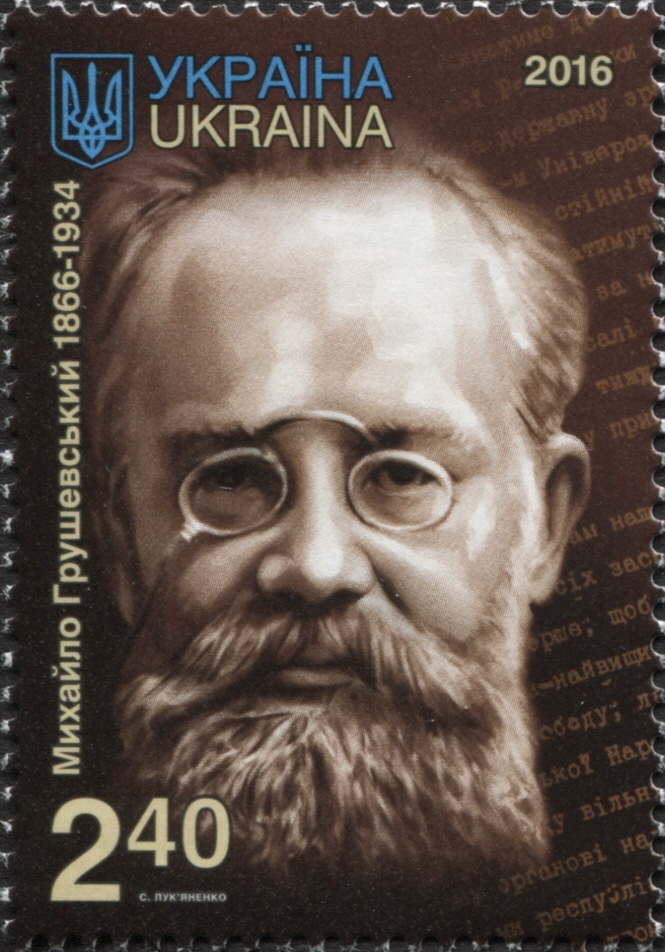
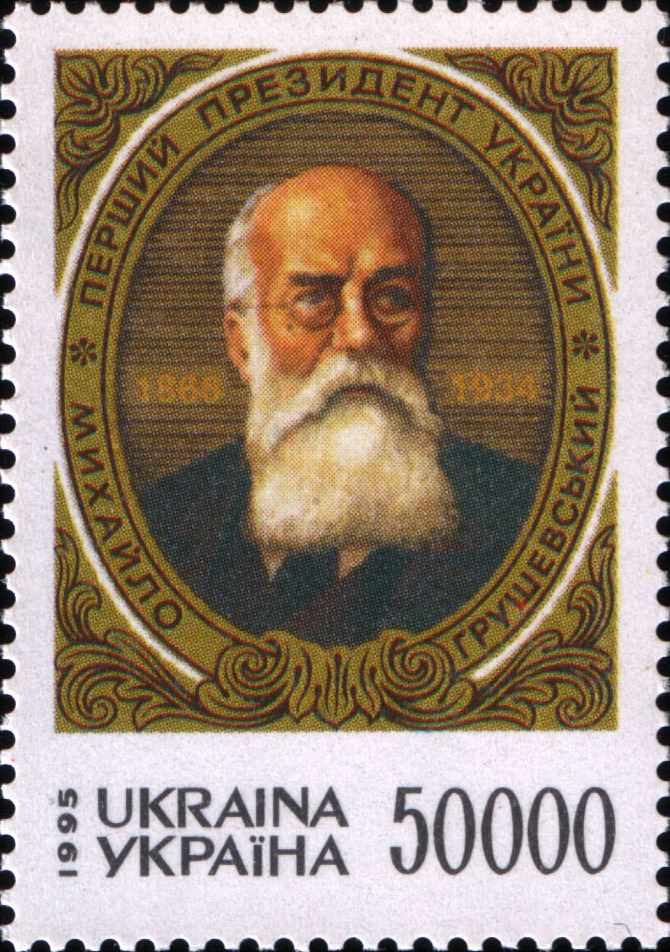
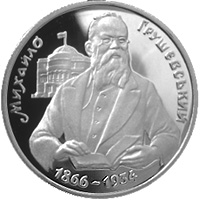
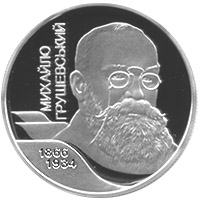
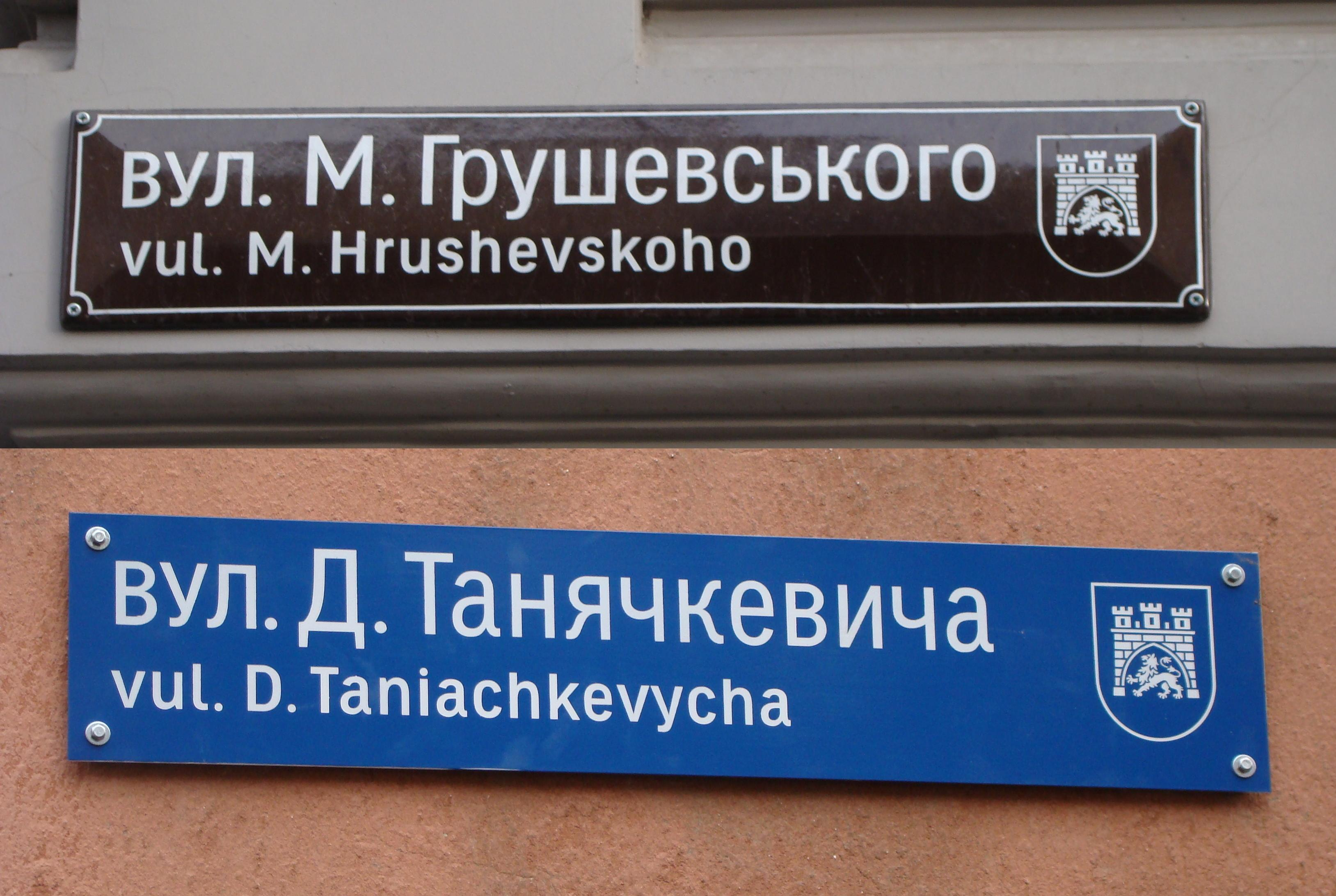

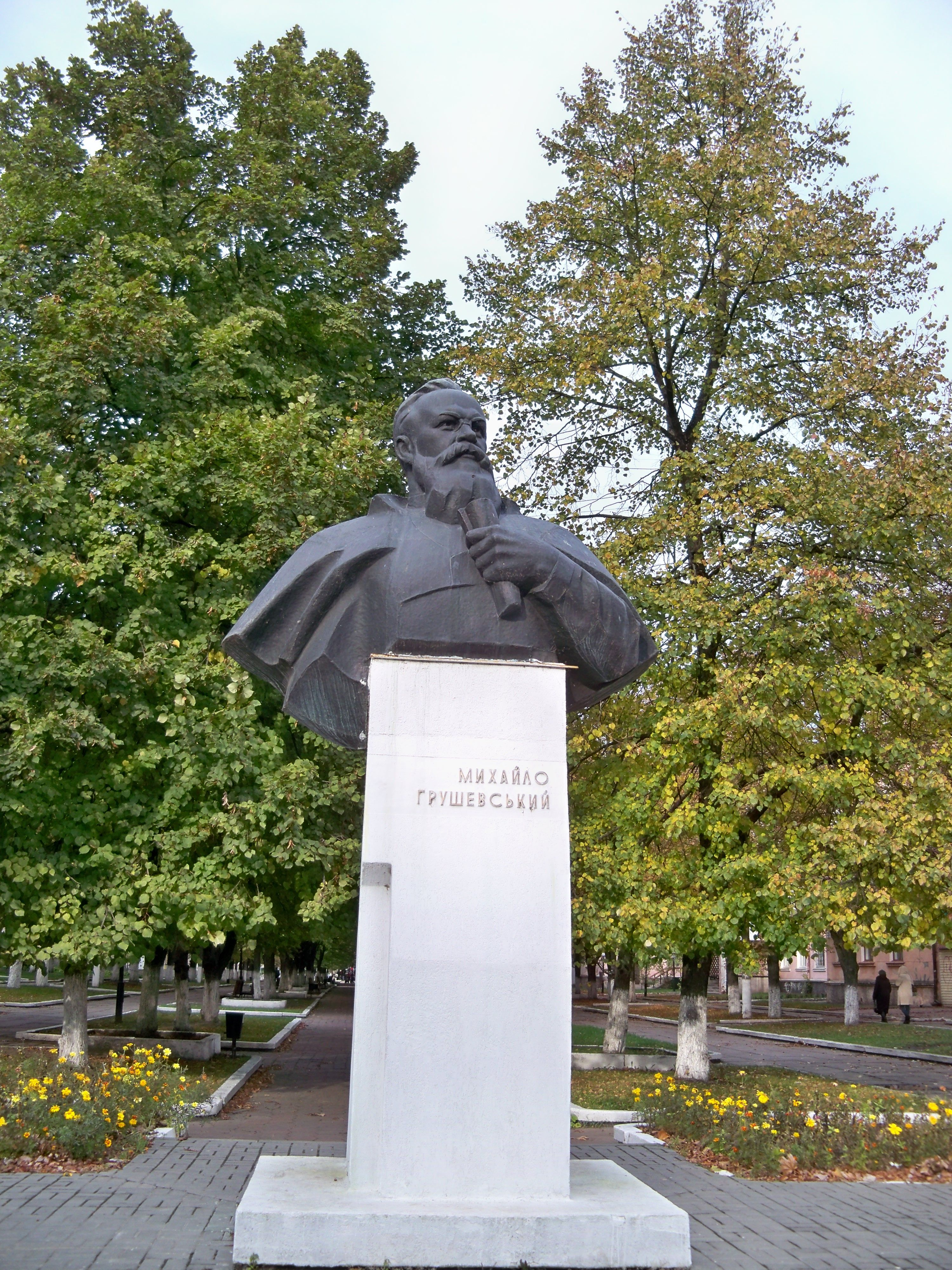
in Sjeptytskyj
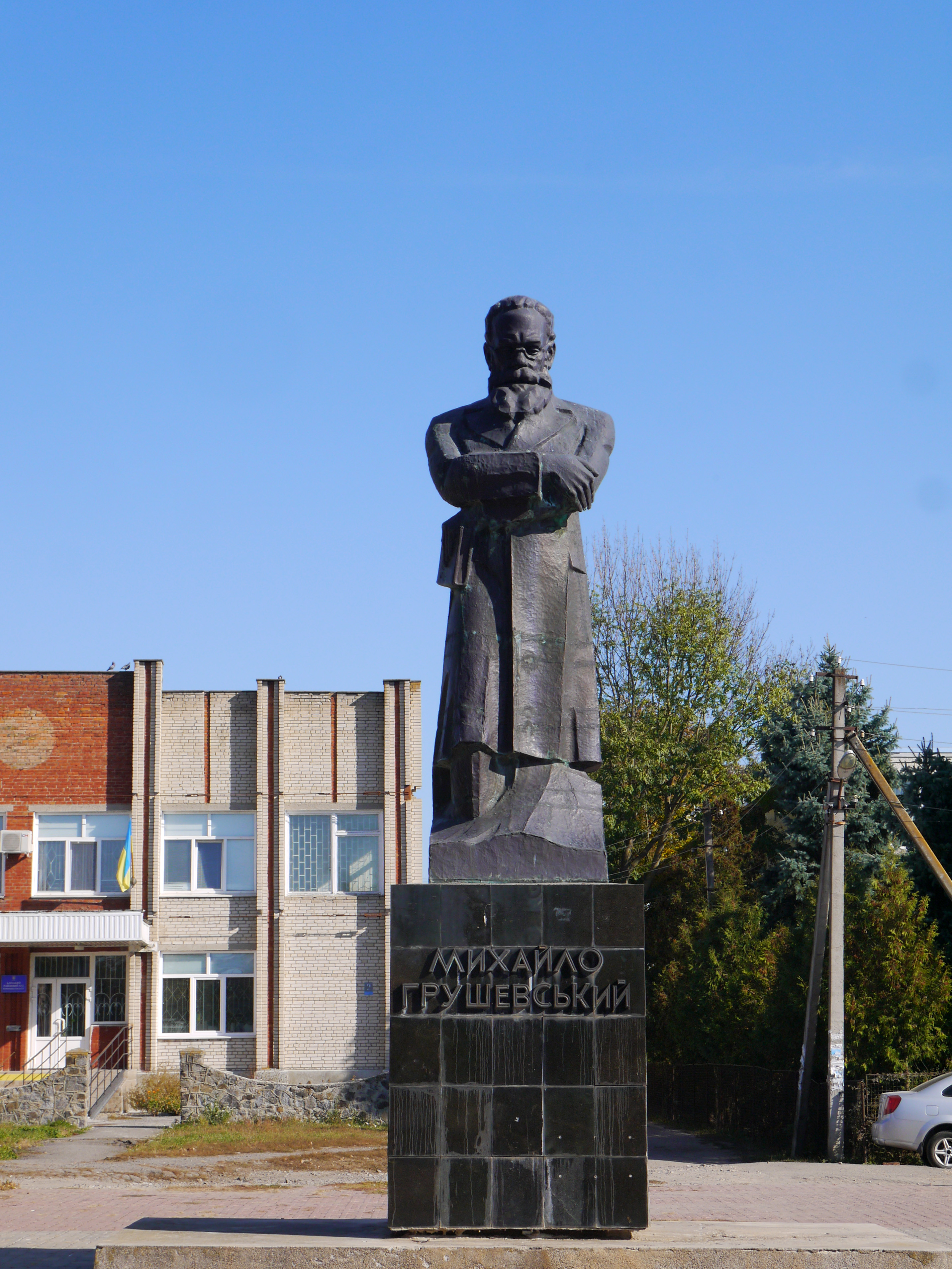
in Bar
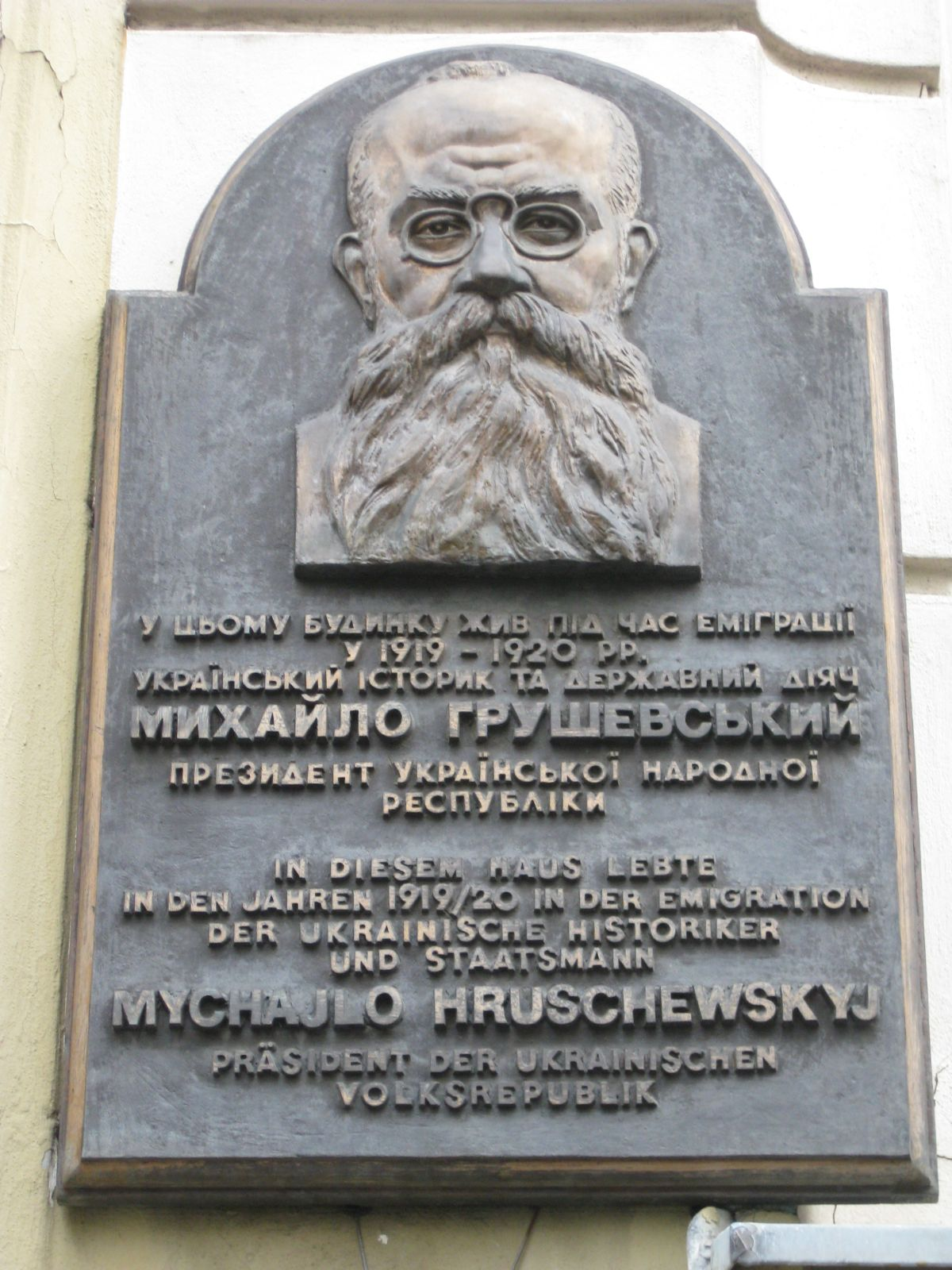
in Wenen
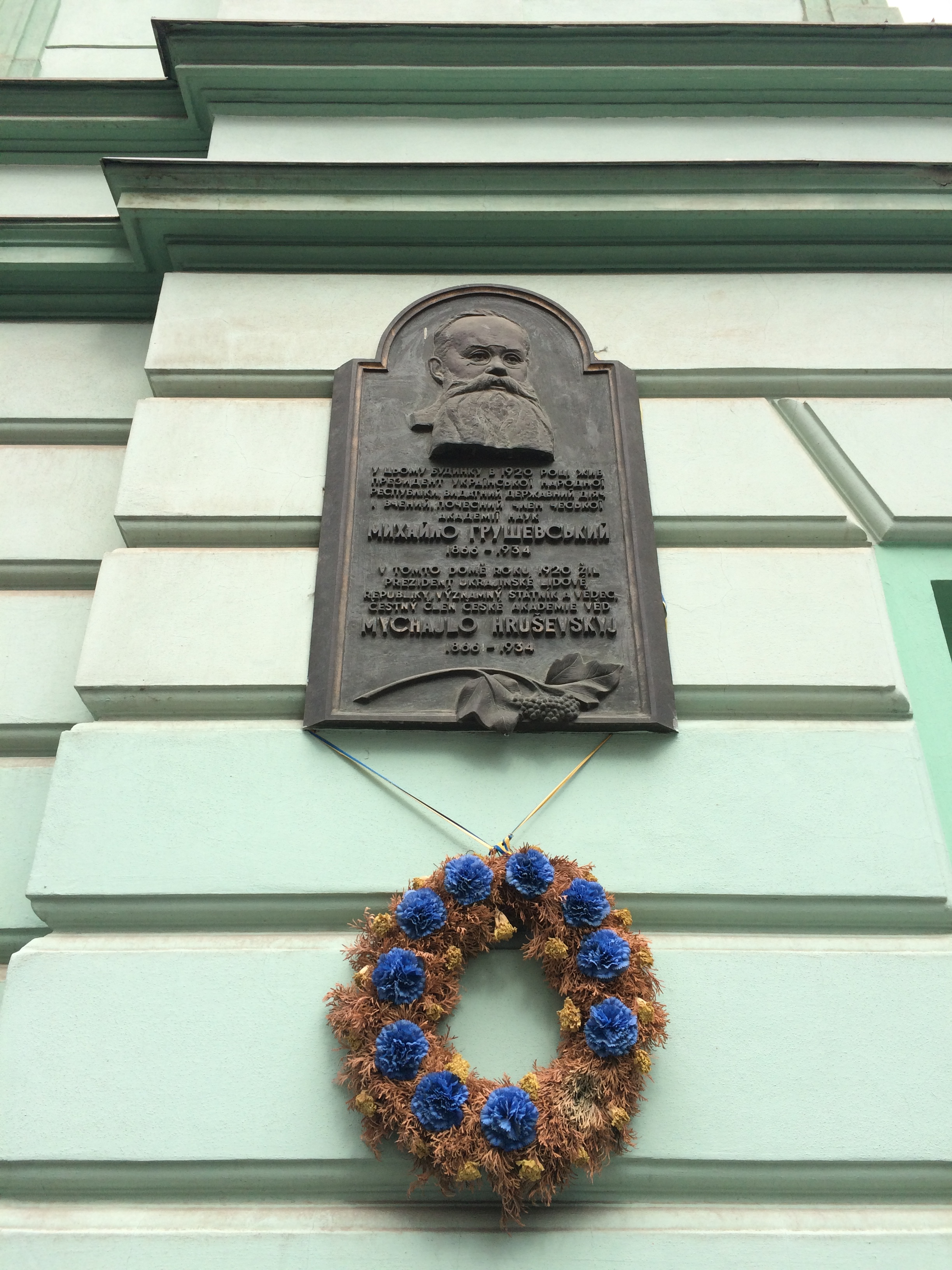
in Praag
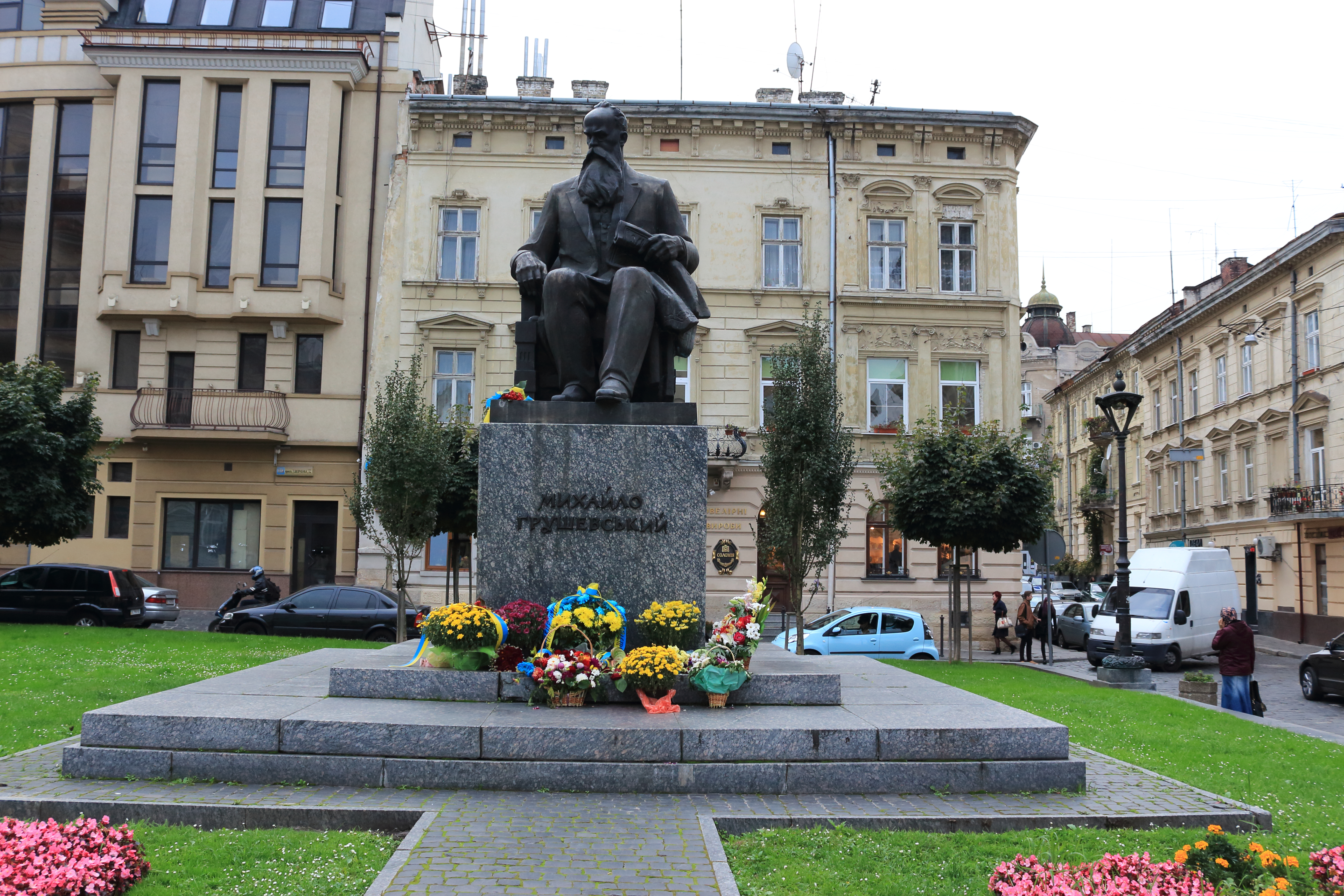
in Lviv

- Bibsys: 1006348
- Bibliothèque nationale de France: cb135249218 (data)
- CiNii: DA05832168
- Gemeinsame Normdatei: 118707361
- International Standard Name Identifier: 0000 0001 0861 681X
- Library of Congress Control Number: n82085907
- Nationale Bibliotheek van Letland: 000042141
- Nationale Bibliotheek van Tsjechië: jn19990210285
- Nationale bibliotheek van Australië: 35209980
- Nationale Bibliotheek van Israël: 987007279254905171
- Nationale en Universitaire bibliotheek Zagreb: 000340783
- Nederlandse Thesaurus van Auteursnamen: 073722596
- LIBRIS: 61909
- SNAC: w67s8c1z
- Système universitaire de documentation: 05855890X
- Trove: 866610
- Virtual International Authority File: 169609
- WorldCat: E39PCjyx7GmHGKvRVjpgpycbbb